# Microtane fusca
Microtane fusca är en fjärilsart som beskrevs av George Francis Hampson 1901. Microtane fusca ingår i släktet Microtane och familjen björnspinnare. Inga underarter finns listade i Catalogue of Life.